# Mick Foley
Michael Francis Foley, Sr. (* 7. Juni 1965 in Bloomington, Indiana), besser bekannt als Mick Foley, ist ein US-amerikanischer Wrestler, Buchautor und Schauspieler. Foley war für zahlreiche Promotionen aktiv, etwa für World Wrestling Entertainment (WWE, vormals WWF), World Championship Wrestling (WCW) oder Extreme Championship Wrestling (ECW). Zu seinen größten Erfolgen zählt der dreifache Erhalt des WWF World-Heavyweight-Champion-Titels, zudem ist er der erste Titelträger des WWE Hardcore Championship.
Er gilt als Ikone des Hardcore-Wrestlings. Er trat unter verschiedenen Namen und Gimmicks auf, neben Mick Foley etwa als Cactus Jack, Mankind und Dude Love. Er schrieb mehrere Bücher, seine Autobiographie „Have a Nice Day“ wurde zum Bestseller.

## Privatleben
Michael Foleys Familie zog kurz nach seiner Geburt nach East Setauket nahe Long Island (New York). Dort besuchte Foley die Ward Melville High School, später studierte er an der Cortland Universität, wo er zusammen mit dem Schauspieler Kevin James im Ringerteam war und seinen Abschluss erlangte. Seinen Spitznamen Mick erhielt Foley von seinem Vater, der ein großer Fan des Baseball-Spieler Mick Mantle von den New York Yankees war.
Michael Foley ist mit Collette Foley verheiratet und hat vier Kinder. Neben drei Autobiografien schrieb Mick Foley ein Kinderbuch und einen Roman.

## Wrestling-Karriere

### Anfänge
Foleys Interesse für das Wrestling entwickelte sich zu seiner Schulzeit, während er Erfahrungen als Amateurringer (u. a. zusammen mit Schauspieler Kevin James) sammelte. Michael Foley beschloss nun Profi-Wrestler zu werden. Dafür begann er mit seinen Freunden mit dem sogenannten „Backyard Wrestling“. Hier wurde ihren Idolen aus dem Fernsehen nachgeeifert. Michael Foley erfand den fiktiven Charakter „Dude Love“, der in der späteren Karriere noch eine Rolle spielen sollte.
Foleys Freunde nahmen ein Video auf, welches ihn beim Sprung vom Dach eines Hauses auf einen anderen Jungen zeigte. Die Landung war dabei durch Wechsel der Kameraperspektive nur fingiert. Dieses Video wurde während einer Wrestlingshow in Foleys Schule gezeigt und dort sah es der Wrestlingtrainer Dominic Denucci. Denucci begann daher Foley während dessen Schulzeit zu trainieren. Sein ihn prägendes „Hardcore-Wrestling“ wurde Michael Foley später von dem Texaner Terry Funk beigebracht.
Sein Debüt gab Foley am 24. Juni 1983 unter dem Namen Cactus Jack Manson in West Virginia, wo er gleich in seinem ersten Match seinen Gegner Kurt Kauffmann besiegen durfte. Ansonsten arbeitete Michael Foley zunächst als Jobber in einigen der kleineren Regional-Ligen.

### World Wrestling Federation (1986–1987)
Aber Foley wurde auch für kurze Auftritte in der damaligen WWF gebucht: 1986 renkte er sich dort unter dem Namen Jack Foley während eines Tag Team Matches gegen die „British Bulldogs“ den Kiefer aus.

### Continental Wrestling Association (1988)
Im Oktober 1988 wechselte Michael Foley zu der in Tennessee beheimateten Wrestlingliga CWA Memphis über und trat dort zunächst mit Gary Young in einem Tag Team an. Nach kurzer Zeit erhielten sie zusammen die CWA-Tag-Team-Titel, mussten sie aber vier Wochen später wieder abgeben. Danach arbeitete Foley zunächst in verschiedenen kleinen Ligen.

### World Class Championship Wrestling/United States Wrestling Association (1988–1990)
Michael Foley verließ die CWA Memphis und trat nun in der World Class Championship Wrestling an. Bereits am 30. Dezember 1988 konnte er als Cactus Jack dort die WCCW Light Heavyweight Championship erringen, als er den damaligen Titelhalter Eric Embry besiegen durfte. Als sich die WCCW mit anderen Regionalverbänden zur USWA vereinigte, durfte Foley dort zusätzlich die Tag-Team-Titel sichern.

### World Championship Wrestling (1990)
Als Foley die USWA verließ, ging er zur NWA World Championship Wrestling. Dort wurde er kurzfristig bei Georgia Championship Wrestling als sogenannter Undercarder eingesetzt. Dort zog er sich bei einem Match eine schwere Kopfverletzung zu und Foley verließ die NWA/WCW in Richtung der UWF.

### Universal Wrestling Federation (1990–1991)
Als sich Foley von seiner Kopfverletzung erholt hatte, ging er zu der von Herb Abrams wieder reaktivierten Wrestling-Promotion Universal Wrestling Federation. Dort bildete er ein Tag Team mit Cowboy Bob Orton.
In dieser Liga hatte Foley teilweise blutig dargestellte Fehden mit „Mr. Wonderful“ Paul Orndorff. Das diente dazu, die kleine Liga beim Publikum bekannter und interessanter zu machen. Doch sehr schnell verließ er diese Promotion wieder, um nun bei NWA Tri-State Wrestling zu unterschreiben.

### NWA Tri-State Wrestling Alliance (1990–1991)
1991 trat Michael Foley bei der zur National Wrestling Alliance gehörenden Wrestling-Promotion Tri-State Wrestling Alliance an und wurde dort gleich in eine als sehr brutal dargestellte Fehde mit Eddie Gilbert involviert, die in drei harten Matches gipfelte. In dieser Zeit begann Mick Foley auch den Double Arm DDT als seinen Finisher zu verwenden.
In dieser Wrestling-Promotion wurde dem Publikum ein zu damaliger Zeit sehr harter Wrestlingstil dargeboten. Die drei Matches gegen Gilbert sorgten dafür, dass nun die WCW auf Foley aufmerksam wurde.

### Rückkehr zur WCW (1991–1994)
Nach Abschluss dieses sehr erfolgreichen Fehdenprogrammes ging Foley noch im Jahr 1991 ins texanische Dallas, wo er sich kurzfristig bei der Liga Global Wrestling Federation (GWF) für wenige Matches verpflichtete. Diese Liga wurde unter anderem auch von Eddie Gilbert geführt. Doch im Herbst 1991 bekam Foley seinen ersten großen Vertrag, als er von World Championship Wrestling abgeworben wurde.
Foley debütierte bei World Championship Wrestling am 5. September 1991, als er unerwartet bei der Veranstaltung Clash of the Champions XVI auftauchte und dort eine Attacke gegen Sting startete. Foley bekam bei der Veranstaltung Beach Blast 1992 auch eine Chance auf den World-Heavyweight-Titel, den Sting zu dieser Zeit besaß. Dieses Match durfte er jedoch nicht gewinnen, verschaffte sich jedoch wegen einiger seiner beeindruckenden Ringaktionen den notwendigen Respekt. Auch ein weiteres Titelmatch gegen Stings Nachfolger, den Afro-Amerikaner Ron Simmons, durfte er jedoch noch nicht gewinnen.
Foley hatte in der WCW erneut ein blutig dargestelltes Fehdenprogramm gegen Paul Orndorff, das er nun für sich entscheiden durfte und bekam erneut ein Titelmatch auf den WCW-Titel. Diesmal war jedoch Vader sein Gegner.

Das erste Match zwischen den beiden fand am 6. April 1993 statt. Foley gewann zwar dieses durch Auszählen, erlitt aber zahlreiche Verletzungen in Form eines gebrochenen Nasenbeins und stark blutenden Gesichtswunden. Er musste schließlich mit 27 Stichen genäht werden.

Vader und Foley hatten zuvor zwar Faustschläge vereinbart, um dem Match mehr Gewalt zu verleihen und es so aufzuwerten, aber Vader wandelte dieses eigenmächtig ab. Auch das Rückmatch wurde ähnlich brutal angelegt. Eine gespielte Verletzung war Teil der Planung, da sich Foley so eine Auszeit für seine gerade auf die Welt gekommene Tochter Noelle verschaffen konnte. Dennoch erlitt Foley bei diesem Match einen realen Genick-Anbruch, der fast seine Karriere beenden sollte. Vader hatte vor dem Ring einige Gummimatten entfernt und donnerte Foley anschließend mit voller Wucht auf den Betonboden der Veranstaltungshalle.

Seine Rückkehr in den Ring erfolgte im Herbst 1993 und führte zu einigen weiteren brutal angelegten Matches gegen Vader. So traten beide Kontrahenten bei WCW Halloween Havoc bei einem Texas Death Match an, dass Vader nach nur 16 Minuten für sich entschied. So wurde nun von der WCW-Führung die Entscheidung getroffen, beide Wrestler vorerst nicht wieder gegeneinander antreten zu lassen. Nach dem beendeten Fehdenprogramm gegen Vader bildete Foley nun ein Tag Team mit Maxx Payne.
Doch schließlich wurde Michael Foley mit Kevin Sullivan zu einem Tag Team zusammengeschlossen, da sich der ursprüngliche Partner Payne verletzt hatte. Das neue Tag Team Sullivan und Foley durfte schließlich den amtierenden Champions, den Nasty Boys, die WCW-Tag-Team-Titel abnehmen. Nach dem Titelgewinn trat Foley als amtierender WCW-Tag-Team-Champion nur vier Wochen später in der noch jungen Wrestling-Promotion NWA Eastern Championship Wrestling auf, wo er gleich ein Fehdenprogramm mit dem ebenfalls dem Hardcore-Wrestling verschriebenen Sabu eingebunden wurde und in welchem Sabu siegreich bleiben durfte.

Foley ging im Anschluss daran wieder in die WCW zurück. Doch da er während eines ECW-Promos bei ECW Hostil City Showdown auf seinen WCW-Tag-Team-Gürtel gespuckt und erklärt hatte, dieser Titel würde ihm nichts mehr bedeuten, wurde von der WCW beschlossen, Foley den Titel wieder verlieren zu lassen. Nach dem so schnell folgenden Titelverlust trennte man Foley und Sullivan und ließ sie gegeneinander fehden. Die Fehde endete in einem Loser-Leaves-WCW-Match: Foley verlor dieses Match und musste die WCW verlassen.

### Extreme Championship Wrestling (1994–1996)

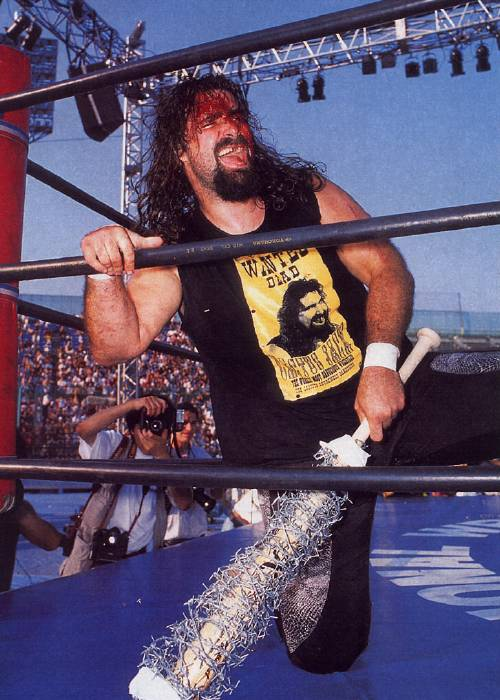
Cactus Jack

Nach seinem Rauswurf aus der WCW trat Michael Foley nun eine Zeit lang in Japan bei Frontier Martial Arts Wrestling an. Schließlich unterschrieb er im Spätsommer 1994 bei ECW.
Bei Extreme Championship Wrestling konnte Foley ab August 1994 seinen ohnehin harten Wrestlingstil perfektionieren. Michael Foley begann in der ECW mit seinem ehemaligen Mentor Terry Funk zu fehden, doch dieser wechselte plötzlich nach Japan über. So wurde nun Tommy Dreamer sein Fehde-Partner. Doch Dreamer wurde schließlich vom Tag Team „Public Enemy“ ausgeschaltet, das damals gerne als das „brutalste Tag Team des modernen Wrestling“ bezeichnet wurde. So holte Michael Foley sich Mickey Whipwhreck als Tag-Team-Partner, dessen Mentor er auch wurde. So durften beide auch am 27. August 1994 die ECW Tag-Team-Gürtel von Public Enemy erringen und beide hielten den Titel über eine relativ lange Zeit. Erst im November 1994 mussten sie den Titel wieder abgeben.
Nach dem Titelverlust folgte ein kurzes Fehdenprogramm gegen seinen ehemaligen Tag-Team-Partner Sullivan, und als dieser wieder zur WCW zurückkehrte, ging Foley zur SMW.
Nach seiner Rückkehr aus Japan bestritt Michael Foley ab 1995 in der ECW dann sehr harte und äußerst brutal geführte Matches. So unter anderem gegen den Sandman, Tommy Dreamer und seinen ehemaligen Mentor Terry Funk, der ihn bei einem dieser Matches mit einem brennenden Brandeisen schwer verletzte. Diese neue und von den japanischen Hardcore-Ligen übernommene Art der ECW-Matchführung, die nun bewusst auch schwere Verletzungen in Kauf nahm, sorgten in Amerika erneut für Kontroversen über Gewalt im TV, da Foley hin und wieder Stacheldraht und Reißzwecken benutzte, wie er es in der FMW kennengelernt hatte. So benutzte er des Öfteren auch einen mit Stacheldraht umwickelten Baseball-Schläger.
Foley hatte bereits in Japan begonnen, laut seiner Storyline das Hardcore-Wrestling zu verdammen. So nannte er sich nun in The new Jack um und wechselte sowohl sein Image, als auch sein Ring-Outfit: Er trug nun groß die Lettern „WW F’N F“ (in Anspielung auf die damalige WWF; einschließlich der ECW-typischen Stacheldrahtumwicklung der Buchstaben) auf der Brust und forderte die ECW-Wrestler, insbesondere Tommy Dreamer, auf, das „extreme Hardcore-Wrestling“ nicht mehr anzuwenden, sondern das technisch-basierte Matten-Wrestling der WWF zu übernehmen. Was im Rahmen einer Wrestling-typischen Storyline ausgedacht wurde, entwickelte nun ein Eigenleben: Die Fans glaubten Foley wirklich seine Abkehr vom Hardcore-Wrestling.
Als Foley aber in der ECW sein Abschiedsmatch gegen Mikey Whipwreck bestritt, jubelten ihm die Fans wie in seinen Anfangszeiten wieder zu. Foley war bei seiner Abschiedsrede nach dem Match sichtlich bewegt: „Ich hätte diese Reaktion von euch nie erwartet … nach dem ich euch so einiges an den Kopf geworfen habe!“

### International Wrestling Association of Japan (1995–1996)
Nach seinem Weggang von der ECW wurde Michael Foley für kurze Zeit bei der SMW verpflichtet. Dort wurde er in ein kurzfristiges Fehdenprogramm gegen Chris Candido eingebunden. Nach dessen Abschluss verließ er die Liga in Richtung Japan. 1995 trat Michael Foley erstmals für die IWA Japan an. Dort lieferte er sich am 8. Januar ein brutal angelegtes Match mit Terry Funk, der dort zur selben Zeit verpflichtet war. Vor allem die Barbed Wire Matches zwischen Foley und Funk gelten wegen ihrer Blutrünstigkeit noch heute als legendär.
Foley kehrte bald der IWA den Rücken und trat endgültig der ECW bei. Doch am 20. August 1995 kam er zur IWA zurück und durfte gegen Terry Funk das King-of-the-Deathmatch-Turnier gewinnen. In dem Interview vor dem Match und der anschließenden Siegesrede begann er (im Rahmen der neuangelegten ECW-Storyline, die langsam eine Zusammenarbeit mit der damaligen WWF vorsah), das Hardcore-Wrestling zu beanstanden und abzulehnen: „In der Anfangszeit des Wrestling“, so Foley, „hätte man keine Gewalt, Stacheldraht und Feuer benötigt, um die Leute zu unterhalten. Das Wrestling als solches müsse nun zu den Wurzeln zurück finden“.
Auch später wird Foley regelmäßig bei dieser Promotion antreten und Titel gewinnen dürfen.

### Rückkehr zur WWF (1996–2001)
1996 wechselte Foley dann endgültig zur WWF. In der damaligen World Wrestling Federation trat Michael Foley nicht mehr unter dem Namen „Cactus Jack“ auf, sondern nannte sich nun Mankind. Foley selbst war nun der Meinung, dass er die Rolle des „Cactus Jack“ nach fast 11 Jahren nicht mehr ausfüllen konnte und begann nach einer wirkungsvollen Nachfolgerolle zu suchen. Nachdem man sich über die ersten Schwierigkeiten hinweggesetzt und geeinigt hatte, feilten Vince McMahon und Foley zusammen an dem „Mankind“-Charakter und gaben ihm jenen Schliff, mit dem Foley sich schließlich abfinden konnte.
Bei seinem ersten Auftritt als „Mankind“ nach Wrestlemania XII bei Monday Night RAW durfte Foley 1996 Bob Holly besiegen. Am gleichen Abend attackierte er den Undertaker, was Anlass zu der folgenden Fehde wurde. Im Spätsommer und Herbst des gleichen Jahres traten sich Foley und der Undertaker in unzähligen Aufeinandertreffen gegenüber. Darunter waren auch Matches mit diversen Hilfsmitteln und Spezialklauseln. Letztlich durfte der Undertaker das letzte Match zwischen beiden bei den Survivor Series gewinnen.
Michael Foley wurde recht schnell zum Herausforderer auf den WWF Heavyweight Title aufgebaut und trat sowohl gegen Shawn Michaels, als auch den Undertaker um diesen an. Den Titel erringen durfte er jedoch noch nicht.
Während einer Storyline gegen Hunter Hearst Helmsley, wurde Foleys alter Traum wahr und er änderte seinen Ring-Charakter beim King of the Ring. Endlich durfte er Dude Love ins Fernsehen und die WWF bringen. Gemeinsam mit ’Stone Cold’ Steve Austin erhielt er die WWF Tag Team Titel, musste diese wegen einer realen Verletzung Austins aber relativ schnell wieder abgeben.
Es folgten weitere Fehdenprogramme, unter anderem gegen die New Age Outlaws. Hierfür wurde auch sein alter Freund Terry Funk unter dem Pseudonym „Chainsaw Charlie“ miteingebunden. Mit diesem durfte er bei Wrestlemania XIV für einen Tag erneut die Tag-Team-Titel erringen.
1998 kam es dann zur bis dahin größten Herausforderung Foleys. Beim PPV King of the Ring des Jahres trat er in einem Hell in a Cell Match gegen den Undertaker an.

Während dieses Matches ließ er sich vom Undertaker aus gut fünf Metern Höhe vom Käfigdach auf den Tisch der spanischen Kommentatoren werfen, was einen unglaublichen Popularitätsanstieg für diese Matchart bedeutete. Foley sollte mit einer Krankentrage abtransportiert werden. Foley selbst wollte dieses Match aber nicht so enden lassen und kletterte deshalb auf das Dach des Käfigs zurück. Der Undertaker führte einen Chokeslam durch die Mitte des Käfigs aus und Foley fiel noch einmal gut vier Meter in die Tiefe, als er durch das Käfigdach auf den Ringboden stürzte.

In Foleys Buch Mankind – Have a nice Day! schrieb er, dass der Wurf vom Käfig durchs Kommentatorenpult geplant war. Amerikanische Wrestlingmagazine behaupteten jedoch, Foley wollte das Ganze wie einen Unfall aussehen lassen, da sich seine Frau schon längere Zeit zunehmend Sorgen um ihn machte. Bei dem Chokeslam durch den Käfig in den Ring schlug sich Foley unter anderem zwei Backenzähne aus, da bei der Landung auf dem Ringboden noch ein Klappstuhl mit dem Stuhlbein auf seinem Gesicht landete. Ferner verlor Foley im Verlauf dieses Matches zweimal real sein Bewusstsein. Insgesamt gilt dieses Match als eines der härtesten der Geschichte von World Wrestling Entertainment.

Heute weiß man, dass Mark Calaway zu diesem Zeitpunkt eine schwere Beinverletzung hatte und deswegen kein reguläres Match hätte bestreiten können. So einigten sich Calaway und Foley, dieses angesetzte Match auf das Käfigdach zu verlegen, wo sich Calaway nicht so viel bewegen brauchte.
Ungeachtet der Verletzungen war Foley schon in den Wochen nach diesem sehr harten Match wieder im Ring aktiv. Zusammen mit Kane durfte Foley erneut die Tag-Team-Titel gewinnen, gab sie kurz an Steve Austin und den Undertaker ab und verlor sie dann endgültig beim Summerslam an die New Age Outlaws, da das Team mit Kane getrennt wurde.
Bei der Aufzeichnung einer RAW-Show übergab 1998 Vince McMahon Michael Foley den neu geschaffenen WWF Hardcore-Titel.
In der nächsten Zeit durfte Foley einige Matches gewinnen und wurde in das Geschehen um den WWF World Heavyweight Champion Titel einbezogen. In einem Titelmatch gegen The Rock durfte er diesen schließlich auch gewinnen.
Beim Royal Rumble 1999 gab es ein Rückmatch, bei dem es sich um ein sogenanntes I quit Match (dt. Ich gebe auf) handelte. Foley musste den Titel wieder abgeben, ohne aufgegeben zu haben. Ein Storyline-Betrug gegenüber Foley fand statt. Das Rückmatch wurde in der Pause des Super Bowls am 26. Januar 1999 ausgestrahlt und vorab im komplett leeren Tucson Convention Center in Tucson, Arizona aufgezeichnet. Foley erhielt den Titel zurück. Er musste den Titel jedoch am 15. Februar 1999, einen Tag nach „In Your House“, bei RAW in einem Ladder Match wieder an The Rock abgegeben.
1999 nahm Michael Foley eine Auszeit, was Storyline-mäßig durch einen Schlag mit einem Vorschlaghammer seitens HHH erklärt wurde. Beim SummerSlam 1999 am 22. August 1999 kehrte er zurück und durfte Steve Austin und Triple H um den Titel besiegen. Den Titel musste Foley jedoch am folgenden Abend bei RAW wieder an Hunter Hearst Helmsley abtreten. Im selben Jahr war er außerdem in dem Dokumentarfilm Beyond the Mat zu sehen.
Eines der unterhaltsamsten Tag Teams in der WWE sollte die The Rock 'n’ Sock Connection werden. Sie bestand aus The Rock und Foleys Charakter Mankind. Sie durften die Tag-Team-Titel gewinnen und über einen längeren Zeitraum halten. Man entschied dann „The Rock 'n’ Sock Connection“ aufzulösen und infolgedessen wurde eine Storyline konstruiert, um das Team zu splitten und den Titel verlieren zu lassen.
Man tat Foley nun als Mankind mit Al Snow zusammen und gemeinsam erhielten sie die Tag Team Titel. Sie hielten die Titel jedoch nicht lange und das Team wurde wieder aufgelöst. Im Folgenden wurde das Team mit The Rock kurzfristig wiederbelebt.
Im Dezember 1999/Januar 2000 pausierte Foley in der WWF, bis er beim Royal Rumble als Cactus Jack zurückkehrte. Ein Fehdenprogramm gegen Triple H folgte, welche in einem Match endete, bei welchem der Verlierer seine Karriere beenden musste. Michael Foley fiel völlig aus seinem Charakter, als er auf der Rampe stand, ins Publikum blickte und weinte. Nach den vielen Verletzungen, die er sich im Laufe seiner Wrestling-Karriere zugezogen hatte, hatte Foley mit dem Wrestling abgeschlossen und wollte sich endgültig seiner Schriftstellerei widmen.
Bei Wrestlemania 2000 trat Foley als „Überraschungsgast“ auf und bestritt im Hauptmatch ein Fatal Four Way Match gegen Triple H, Big Show und The Rock. Damit stand er das erste Mal in seiner Karriere im Main Event einer Wrestlemania Veranstaltung.
Danach wurde es vorerst ruhig um Michael Foley. Er kehrte nach einiger Zeit unter seinem richtigen Namen mit dem Gimmick des Commissioners, jedoch nicht als aktiver Wrestler zurück. Diese Rolle füllte er bis Dezember 2000 aus. Bei der letzten Raw-Ausgabe vor Wrestlemania X-Seven im März 2001 erfolgte ein Comeback als Aktiver. Man gab bekannt, dass Foley beim Match zwischen Vince und dessen Sohn Shane McMahon die Rolle des Gastringrichters übernehmen werde. In der Folgezeit trat er nochmals als Commissioner, aber auch als Gastringrichter auf. Im November 2001 verließ Foley die WWE und widmete sich seiner Schriftstellerei.

### Independent-Ligen (2001–2005)
Danach trat Michael Foley nur noch gelegentlich als Wrestler auf, häufig in kleineren Ligen wie der Independent Wrestling Association, um diesen beim Aufstieg zu helfen. So hatte Foley bei Ring of Honor einige Matches gegen CM Punk, Samoa Joe oder Ricky Steamboat. Weitere Auftritte in Japan und Europa schlossen sich an. Foley stand aber nach wie vor bei der WWE unter Vertrag und veröffentlichte dort seine Bücher.

### Zweite Rückkehr zur WWE (2003–2008)
Erstmals wieder aktiv vor den WWE-Kameras zu sehen war Foley im Juni 2003, als er als Gastringrichter das Hell in a Cell-Match zwischen Triple H und Kevin Nash bei WWE Bad Blood leitete. Ein Fehdenprogramm gegen Randy Orton schloss sich an, um diesen auch in die Hardcore-Szene einzuführen. Foley nahm am Royal Rumble 2004 teil und durfte Orton besiegen.
Bei Backlash 2004 trafen Foley und Orton im benachbarten Kanada in einem Hardcore-Match um den WWE Intercontinental Championship aufeinander. Foley war in diesem Match jedoch nicht als Sieger vorgesehen.
Am 10. Juni 2005 trat Michael Foley überraschend bei dem von Shane Douglas ausgerichteten Wrestling-Turnier Hardcore-Homecoming, einer ECW-Reunion-Veranstaltung, auf. Er wurde als Special-Referee in das Hauptmatch zwischen Douglas, Funk und Sabu eingebunden.
Erst im Oktober 2005 trat Foley in der WWE als aktiver Wrestler wieder in Erscheinung. Bei der Großveranstaltung Taboo Tuesday konnten die Fans wählen mit welchem Gimmick Foley auf Carlito treffen sollte. Mankind gewann die Abstimmung und dieser ging auch in diesem Match als Sieger hervor.
Anfang 2006 wurde Foley in der WWE wieder als Gastringrichter eingesetzt. Er leitete ein Match zwischen John Cena und Edge um den World Title der WWE bei einer RAW-Ausgabe. Dieses Match durfte Cena gewinnen und Champion bleiben.

Daraus schrieb man eine Fehde zwischen Edge und Foley. Beide trafen bei der 22. Ausgabe Wrestlemanias aufeinander, wobei Edge siegen durfte. Es folgte ein kurzes Fehdenprogramm, in welcher er sich mit Edge und Lita verbündete und gegen Tommy Dreamer, Terry Funk und Beulah McGillicutty beim ECW One Night Stand 2006 antrat.
Nach der Veranstaltung begann Foley ein Fehdenprogramm mit Ric Flair. Hintergrund war, dass Ric Flair in Realität in seinem Buch geschrieben hatte, Foley sei nur ein „umjubelter Stuntman“, während er ein verdienter Wrestler sei. Das Thema war hinter den Kulissen längst geklärt, doch verwendete man es nun vor der Kamera. Die Fehde endete mit einem I-quit-Match beim SummerSlam 2006 mit einem Sieg Flairs. Kurz darauf legte Michael Foley eine weitere TV-Pause ein.
Foley gab sein Comeback bei einer RAW-Ausgabe im März 2007. Im Juni folgte ein weiterer Auftritt, bei welchem Foley bekannt gab, dass er bei WWE Vengeance 2007 Teil des WWE Championship Matches sein wird, welches er verlor.
Von April bis August 2008 war er neben Jim Ross der zweite Kommentator von SmackDown.

### Total Nonstop Action Wrestling (2008–2011)
Nach dem Auslauf des WWE-Vertrages ohne weitere Vertragsverhandlungen mit der WWE ging Foley zu Total Nonstop Action Wrestling über und hatte dort am 5. September 2008 bei einer Houseshow seinen ersten Auftritt.
Am 18. September 2008 wurde er von Jeff Jarrett bei TNA iMPACT! als Neuzugang präsentiert. Zwei Wochen später, am 2. Oktober 2008, hatte er bei TNA iMPACT! sein offizielles Ring-in Debüt. Es wurde für Foley eine Storyline ausgearbeitet, die ihn zum neuen Besitzer der TNA machte. Als solcher stieg er auch wieder aktiv als Wrestler in den Ring.
Am 19. April 2009 durfte er Sting bei der als Pay-per-View ausgestrahlten Großveranstaltung Lockdown besiegen, um TNA World Heavyweight Champion zu werden. Dies war sein erster Titelgewinn bei TNA. Bei Slammiversary am 21. Juni 2009 verlor er den Titel an Kurt Angle.

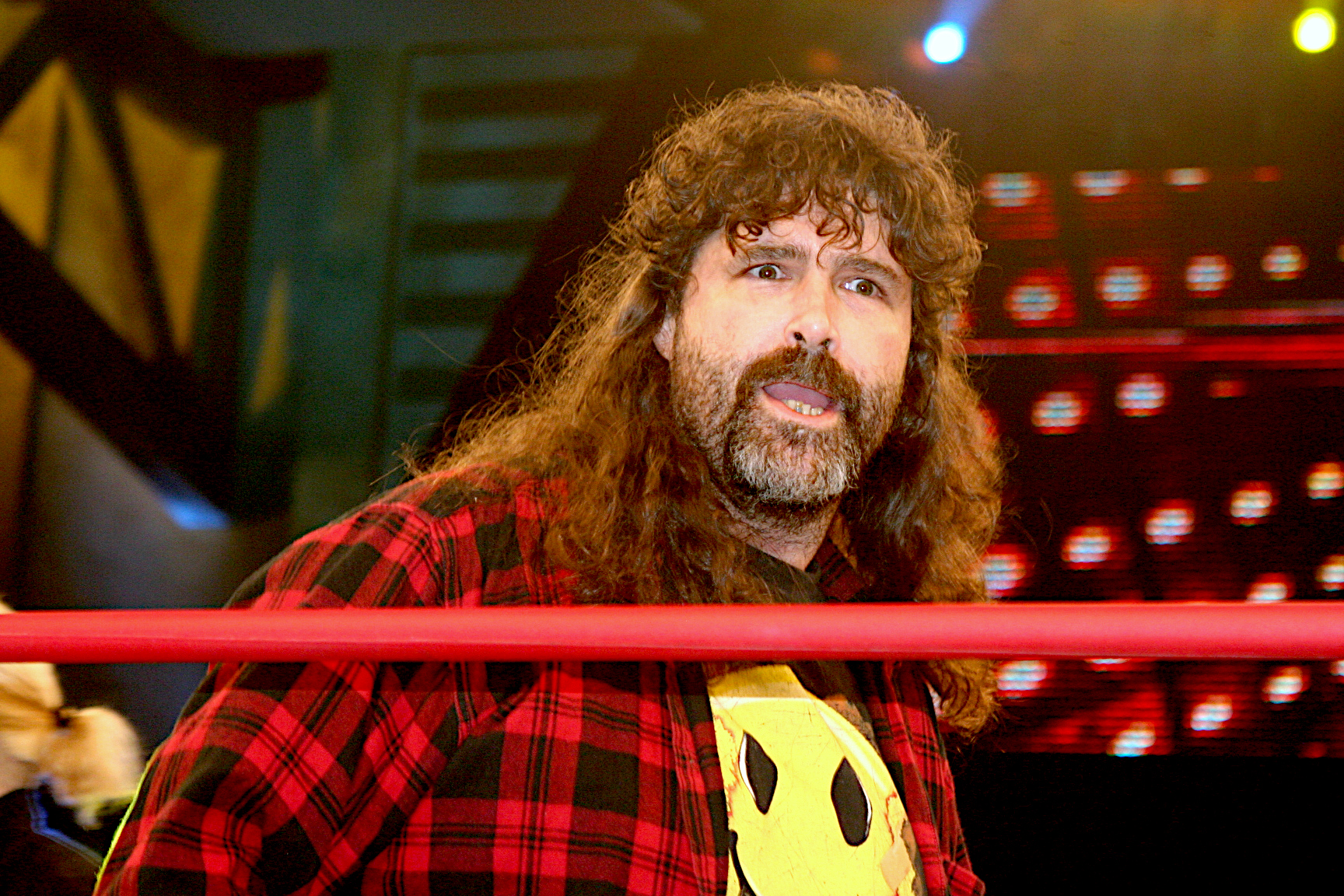
Mick Foley bei einem TNA Event, 2011

Am 22. Juli 2009 durfte Mick Foley Kevin Nash um die TNA Legends Championship besiegen. Am 16. August 2009 musste er diesen wieder an Nash abgeben.
Im Zuge der ausgearbeiteten Storyline verlor er am 2. März 2010 gegen Jeff Jarrett ein sogenanntes The Loser get’s fired-Match. Damit konnte Foley die Promotion auf längere Zeit verlassen und machte eine Werbetour durch Australien. Dort promotete Foley Total Extreme Comedy, die von der NWA Australien gesponsert wird.
Noch im September des gleichen Jahres wurde sein Fehdenprogramm gegen Ric Flair wieder aufgenommen. Gegen diesen gewann Foley in der live-Ausgabe von iMPACT! vor der Großveranstaltung Bound for Glory ein Last-Man-Standing-Match. Dies soll das letzte Aufeinandertreffen der beiden als Wrestling-Ikonen angesehenen Wrestler gewesen sein.
Nach weiteren Auftritten bei Bound for Glory und der iMPACT!-Ausgabe vom 23. Dezember 2010 kehrte Foley am 3. Mai 2011 zu TNA als Network Consultant zurück. Dabei wurde iMPACT! von ihm in Impact Wrestling umbenannt. Am 2. Juni 2011 wurde bei Impact Wrestling verkündet, dass er nicht mehr der Vertreter des Senders ist. Drei Tage später wurde bekannt, dass Foley’s Bitte um eine Entlassung stattgegeben wurde.

### Dritte Rückkehr zur WWE (seit 2011)

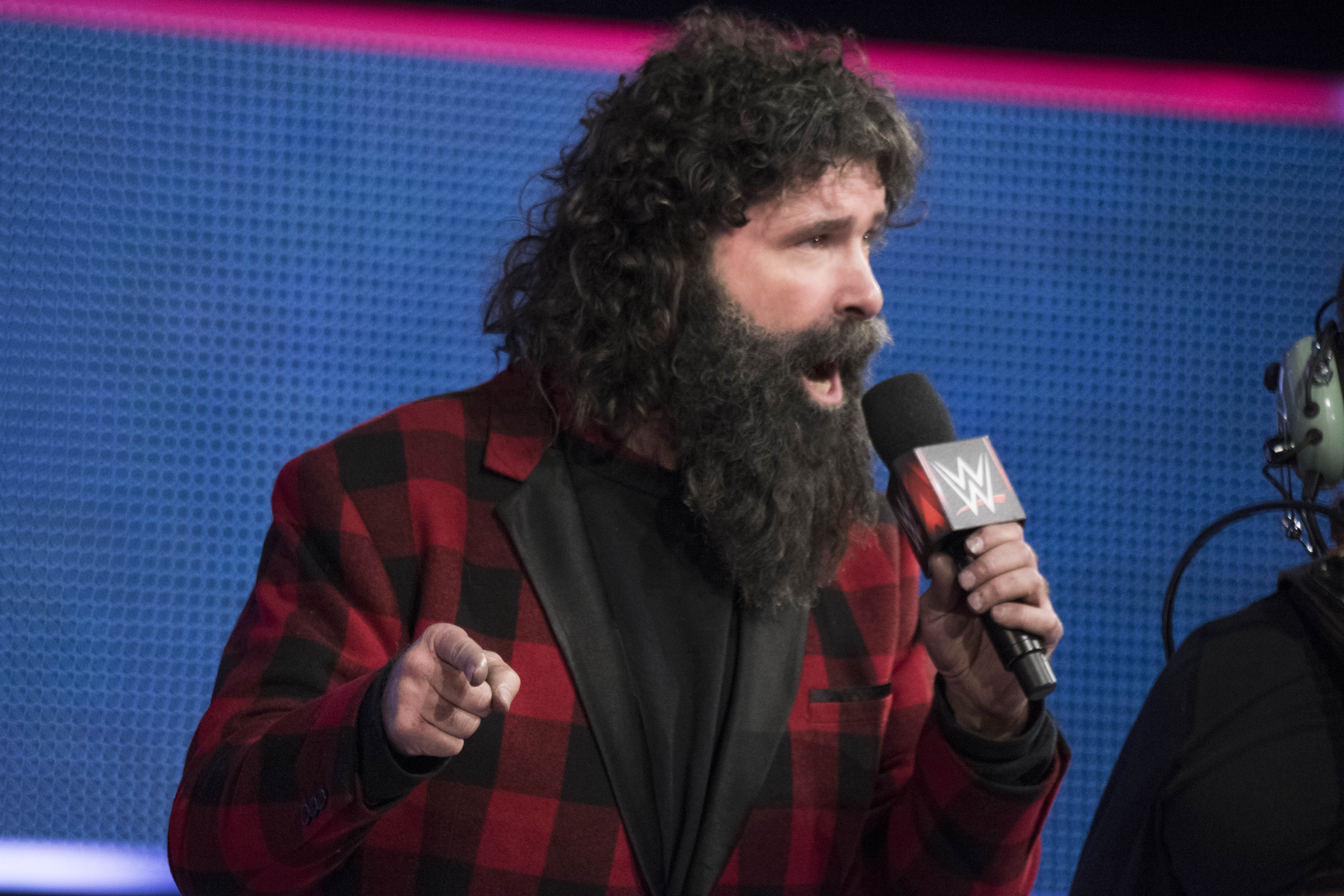
Mick Foley beim Tribute to the Troops Event, 2016.

Am 2. November 2011 kehrte Foley bei einer Houseshow in Dublin zur WWE zurück. Sein Comeback im TV gab er bei RAW am 14. November 2011. Seitdem absolviert er einige Gastauftritte. Dazu gehörten unter anderem die Teilnahme am Royal-Rumble-Match 2012 oder die Rolle des Interim General Manager von RAW und SmackDown im Juni 2012.
In einem Artikel auf wwe.com am 11. Januar 2013 gab die WWE die Aufnahme Foley’s in die WWE Hall of Fame am Tag vor WrestleMania XXIX bekannt.

## Karriere als Schriftsteller
Foleys autobiographische Bücher Have A Nice Day und Foley Is Good wurden Bestseller. Neben diesen biographischen Büchern veröffentlichte Foley einen Roman und eine Weihnachtsgeschichte als Kinderbuch mit Illustrationen von Jerry „The King“ Lawler.
Im Jahr 2007 hatte Foley erneut mit einigen Kinderbüchern Erfolg. Im Mai 2007 erschien seine dritte Autobiographie, Hardcore Diaries, in welchem Foley das Wrestlinggeschäft in Tagebuchform auf die für ihn typische kritische, realistische und humorvolle Art und Weise beschreibt. Foleys 2010 erschienene vierte Autobiographie, Countdown to Lockdown: A Hardcore Journal, befasste sich mit seiner Zeit in der Liga TNA, im Besonderen mit dem Aufbau und der Durchführung von seinem Match mit Sting bei der Großveranstaltung Lockdown im Jahr 2009.

## Sonstiges
- Im Wrestling wurde Foley vor allem für seinen brutal inszenierten und risikoreichen Stil bekannt und gilt heute als eine der Ikonen im Genre des sogenannten Hardcore-Wrestlings.
- Foley entwickelte die Figur "Cactus Jack" im Rahmen eines Wrestling-Spiels bereits als Teenager für seinen Vater. Der Name war eine Hommage an Arnold Schwarzeneggers ersten Film Kaktus Jack.[8]
- Am 17. Oktober 1983, bei einer Veranstaltung der damaligen WWF im Madison Square Garden, sah er ein Käfig-Match von Jimmy Snuka, welcher bei seinem Superfly vom ca. 2,5 Meter hohen Käfigrand auf seinen Gegner Don Muraco sprang und nun eines seiner beiden großen Vorbilder wurde.[9]
- Michael Foley spricht gut Deutsch, was sich dahingehend geäußert hat, dass er bei Deutschland-Shows der WCW, WWE, und TNA Promos auf Deutsch hielt.[10][11] Außerdem hatte er am 30. Oktober 2004 einen Gastauftritt in der deutschen Wrestling-Liga German Stampede Wrestling im sauerländischen Olsberg.[12]
- Im Laufe seiner Wrestling-Karriere erlitt Foley insgesamt acht Gehirnerschütterungen, fünf gebrochene Rippen, einen gebrochenen Wangenknochen, Verbrennungen zweiten Grades und einen Bauchmuskelriss.[13]
- Ein Markenzeichen Foleys ist das fehlende rechte Ohr. Zu diesem fragwürdigen Markenzeichen kam es während einer WCW-Tour im März 1994 in München. Mick Foley verlor sein Ohr, als er in einem Kampf mit Vader nach einer Clothesline mit seinem Gegner über die Ringseile flog und sich hierbei seinen Kopf zwischen den Stahlseilen des Ringes eindrehte. Beim Versuch sich zu befreien, riss er sich das Ohr ab. Foley selbst beschreibt diese Situation in seiner Autobiografie als nicht besonders angenehm, sagt aber auch, dass er das abgerissene Ohr eigentlich erst später bemerkt habe. Die Ärzte einer Münchener Klinik versuchten erst gar nicht sein Ohr wieder anzunähen.[14]
- Über die Familie Foley gab es eine Reality-Show namens Holy Foley, die von 2016 bis 2017 auf dem offiziellen WWE Network ausgestrahlt wurde.[15]
- Von 2022 bis 2024 moderierte er zusammen mit Conrad Thompson den Podcast Foley is Pod.[16]

## Wrestling-Erfolge
WWE
- Hall of Fame (Class of 2013)
- WWF Championship (3×)

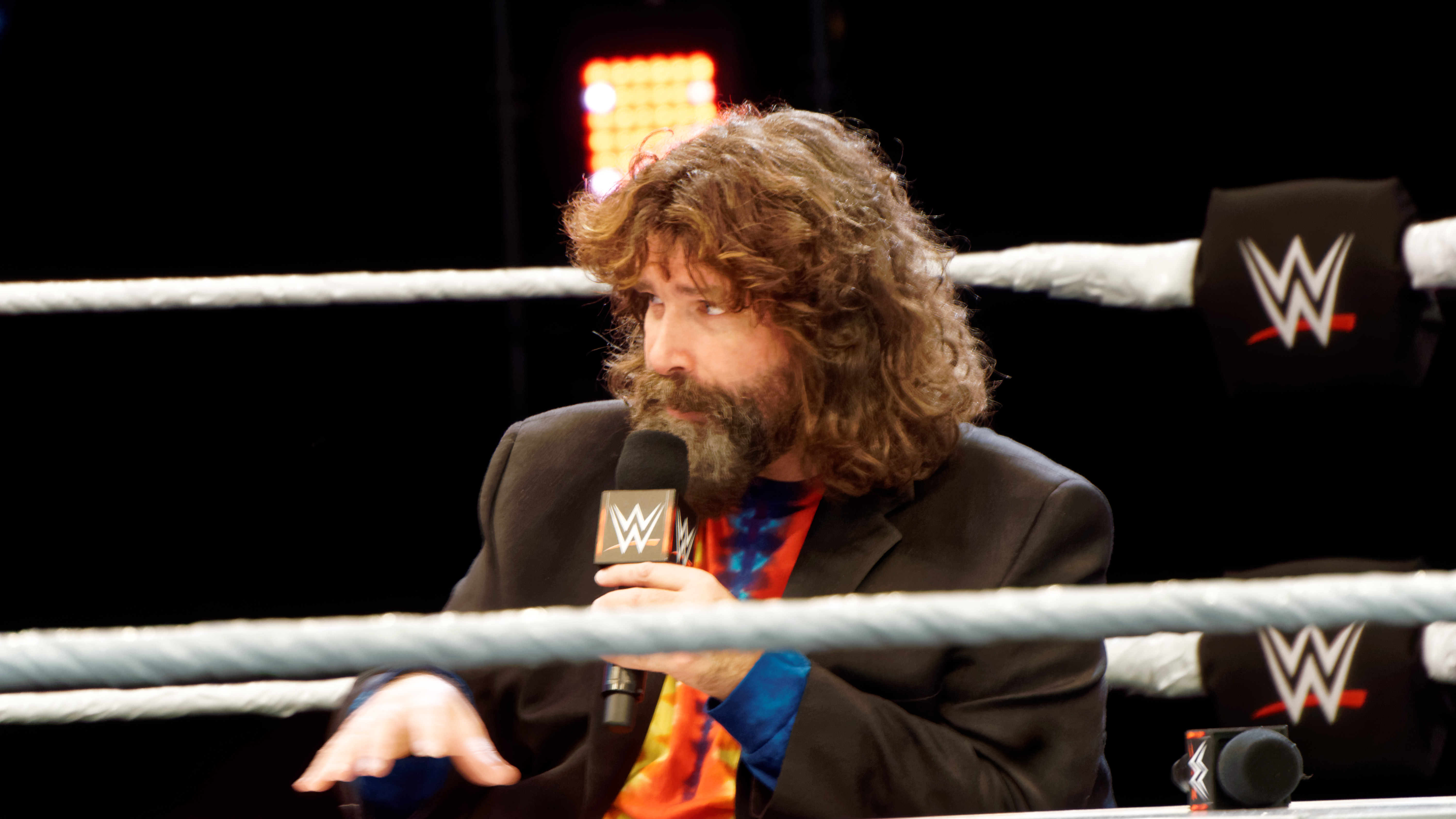
Mick Foley beim WrestleMania 32 Axxess Event, 2016.

- WWF World Tag Team Championship (1× mit Steve Austin, 1× mit Chainsaw Charlie, 2× mit Kane, 1× mit Al Snow, 3× mit The Rock)
- WWF Hardcore Championship (1×)

World Championship Wrestling
- WCW World Tag Team Championship (1× mit Kevin Sullivan)

Extreme Championship Wrestling
- ECW World Tag Team Championship (2× mit Mikey Whipwreck)

Total Nonstop Action Wrestling
- TNA World Heavyweight Championship (1×)
- TNA Legends Championship (1×)

International Wrestling Association of Japan
- IWA Tag Team Championship (1× mit Tracy Smothers)
- King of the Death Match (1995)

World Class Wrestling Association
- WCWA Light Heavyweight Championship (1×)
- WCWA Tag Team Championship (1× mit Scott Braddock, 1× mit Gary Young)

Continental Wrestling Association
- CWA Tag Team Championship (1× mit Gary Young)

American Championship Wrestling
- ACW Universal Television Championship (1×)

Great Lakes Championship Wrestling
- GLCW Heavyweight Championship (1×)

Music City Wrestling
- MCW North American Heavyweight Championship (1×)

National Alliance Wrestling
- NAW Heavyweight Championship (1×)

National Wrestling League
- NWL Heavyweight Championship (1×)

Ozark Mountain Wrestling
- OMW North American Heavyweight Championship (1×)

Steel City Wrestling
- SCW Tag Team Championship (1× mit The Blue Meanie)

## Filmografie
- 2000 Big Money Hustlas
- 2000: Now and Again
- 2006–2007: Avatar – Der Herr der Elemente
- 2007: Anamorph – Die Kunst zu töten
- 2009: Squidbillies
- 2012: 30 Rock
- 2014: The Sheik (Dokumentarfilm)
- 2015: Dixieland
- 2006: Chokeslam
- 2019: The Peanut Butter Falcon

## Bibliografie

### Primärliteratur
- Have a nice day – A tale of blood an sweatsocks. Regan Books, New York, 1999, ISBN 978-0-06-039299-4.
- Mick Foley's Christmas Chaos. Harper Entertainment, New York, 2000. ISBN 978-0-00-711375-0.
- Foley is Good: And the Real World is Faker Than Wrestling. Harper Entertainment, New York, 2001, ISBN 978-0-06-039300-7.
- Mick Foley's Halloween Hijinx. Harper Entertainment, New York, 2001, ISBN 978-0-06-000251-0.
- Wie die Helden. (Orig. Tietam Brown), Alfred A. Knopf, New York, 2003, ISBN 3-0369-5125-3.
- Tales From Wrescal Lane. WWE Books, Stamford, 2004, ISBN 0-7434-6634-9.
- Scooter. Alfred A. Knopf, New York, 2005, ISBN 978-1-4000-4414-6.
- Hardcore diaries. WWE Books, Stamford, 2007, ISBN 978-1-4165-3157-9.
- Countdown to Lockdown: A Hardcore Journal. Grand Central Publishing, New York, 2010, ISBN 978-0-446-56461-8.
- A Most Mizerable Christmas. DK Publishing, London, 2012, ISBN 978-1-4654-0345-2.
- Saint Mick: My Journey From Hardcore Legend to Santa's Jolly Elf. Polis Books, New York, 2017, ISBN 978-1-943818-75-4.

### Sekundärliteratur
- Terry M. West: Mick Foley: Behind the Mankind Mask. Scholastic Paperbacks, New York, 2000, ISBN 978-0-439-24383-4.
- Kyle Alexander: Mick Foley: The Story of the Wrester They Call "Mankind". Chelsea House Publishers, Vermont, 2001, ISBN 978-0-7910-6447-4.
- Arlene Bourgeois Molzahn: Mankind: Pro Wrestler Mick Foley. Edge Books, Los Angeles, 2001, ISBN 978-0-7368-0919-1.
- Daniel Croft: Mrs. Foley’s Baby Boy: Mick Foley Hardcore Legend. Eigenveröffentlichung, 2023, ISBN 979-8387386466.